# MVRDV
MVRDV è uno studio di architettura e progettazione urbana con sedi a Rotterdam (Paesi Bassi), Shanghai (Cina), Berlino (Germania) e Parigi (Francia) fondato nel 1993. Il nome è l'acronimo di quello dei fondatori: Winy Maas, Jacob Van Rijs e Nathalie De Vries. Prima della fondazione di MVRDV Maas e Van Rijs lavoravano all'Office for Metropolitan Architecture (OMA), mentre De Vries nello studio Mecanoo. Lo studio conta 250 componenti (2021).

## Progetti

### Realizzati
Lista aggiornata a giugno 2013.
- Markthal - Rotterdam (2014)

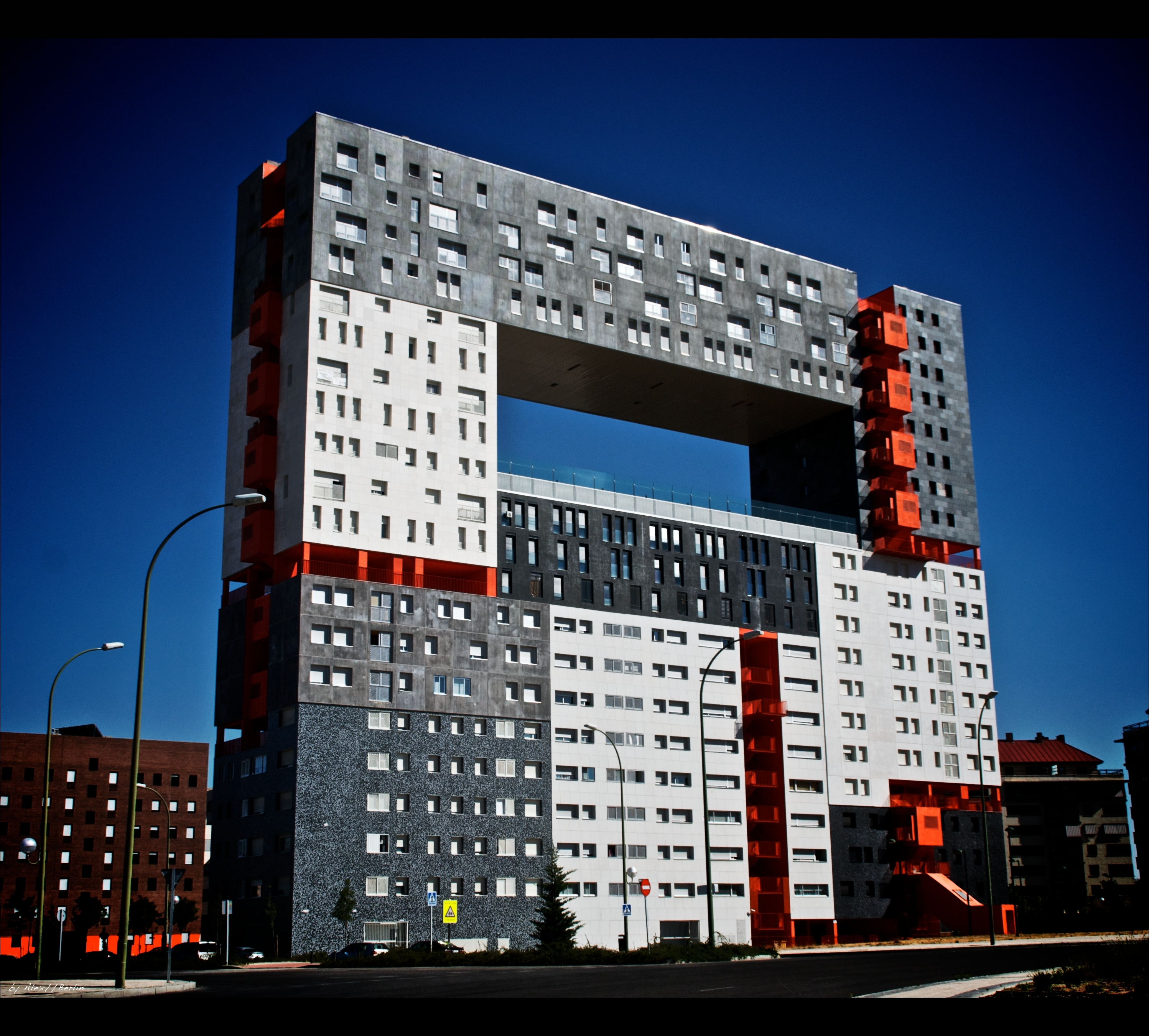
Il Mirador a Madrid

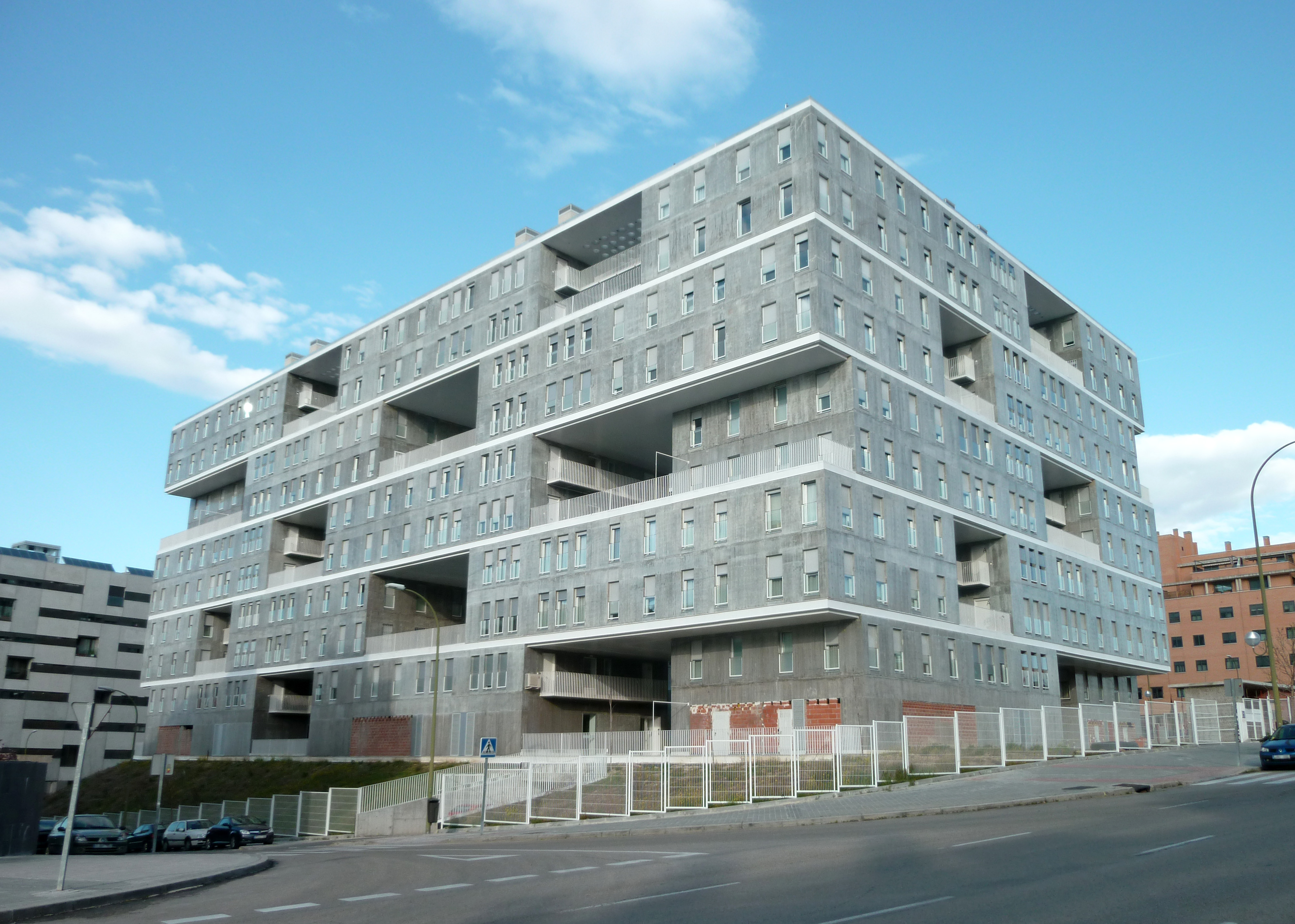
Edificio Celosía a Madrid

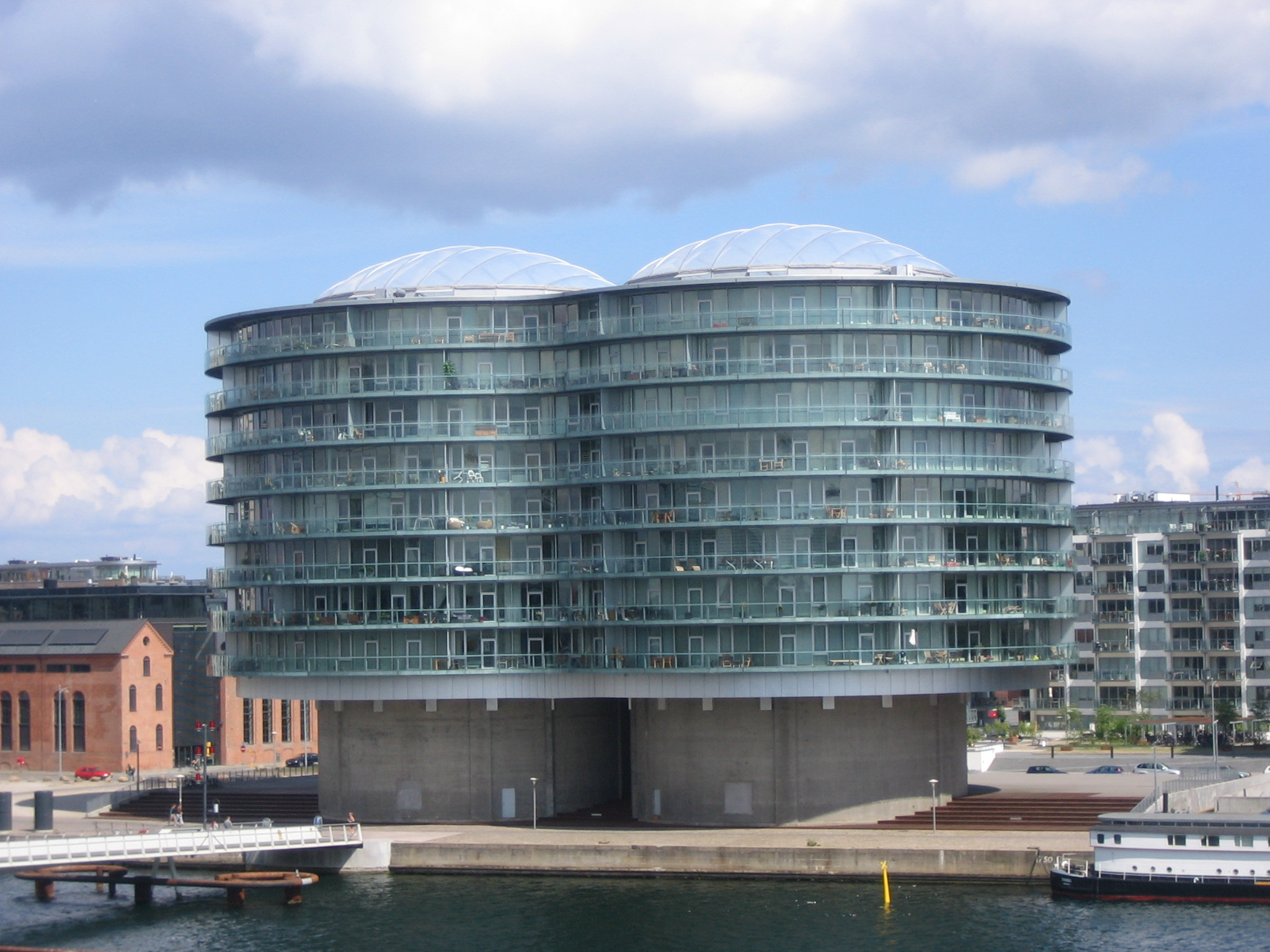
Gemini Residence a Copenaghen

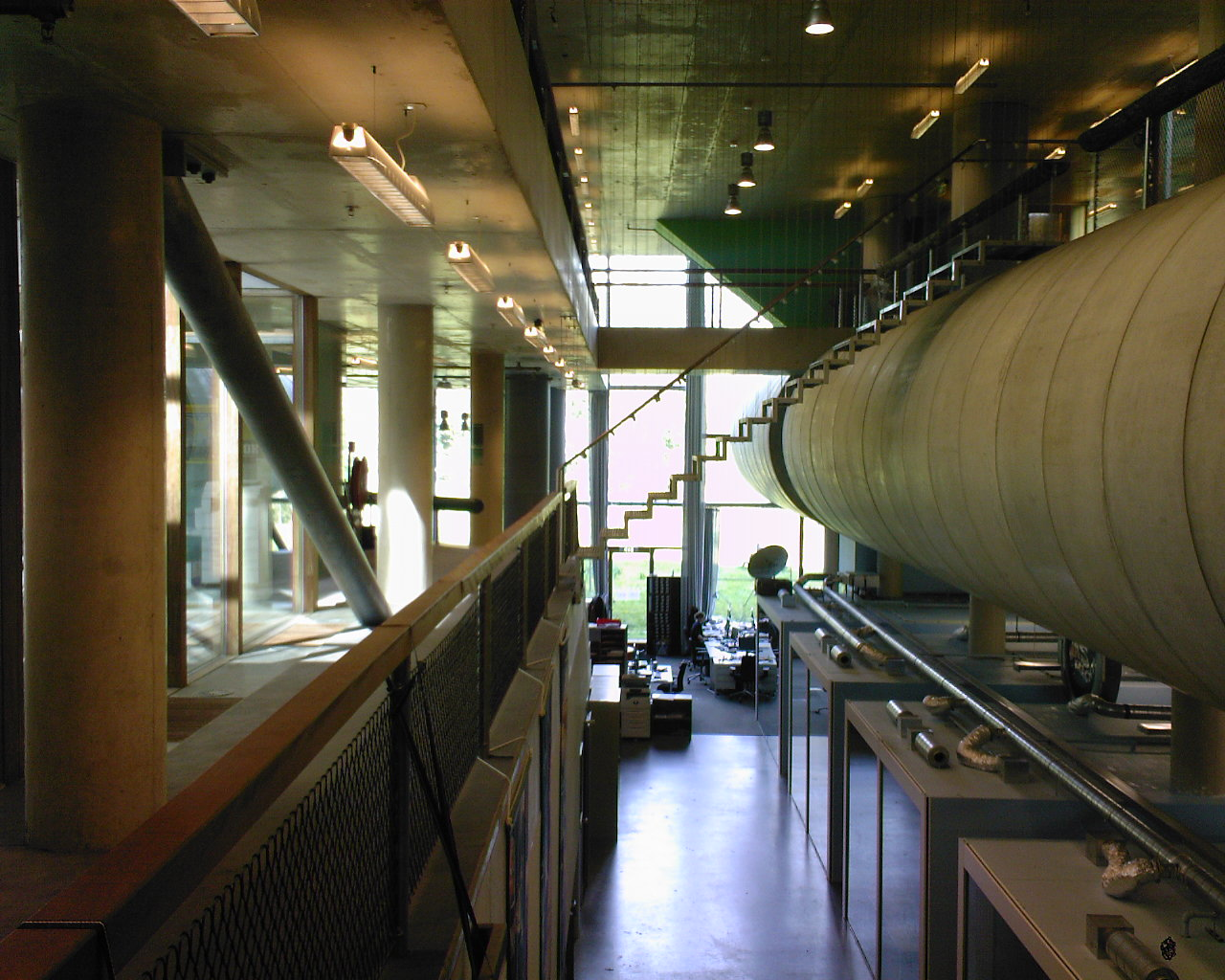
Villa VPRO a Hilversum

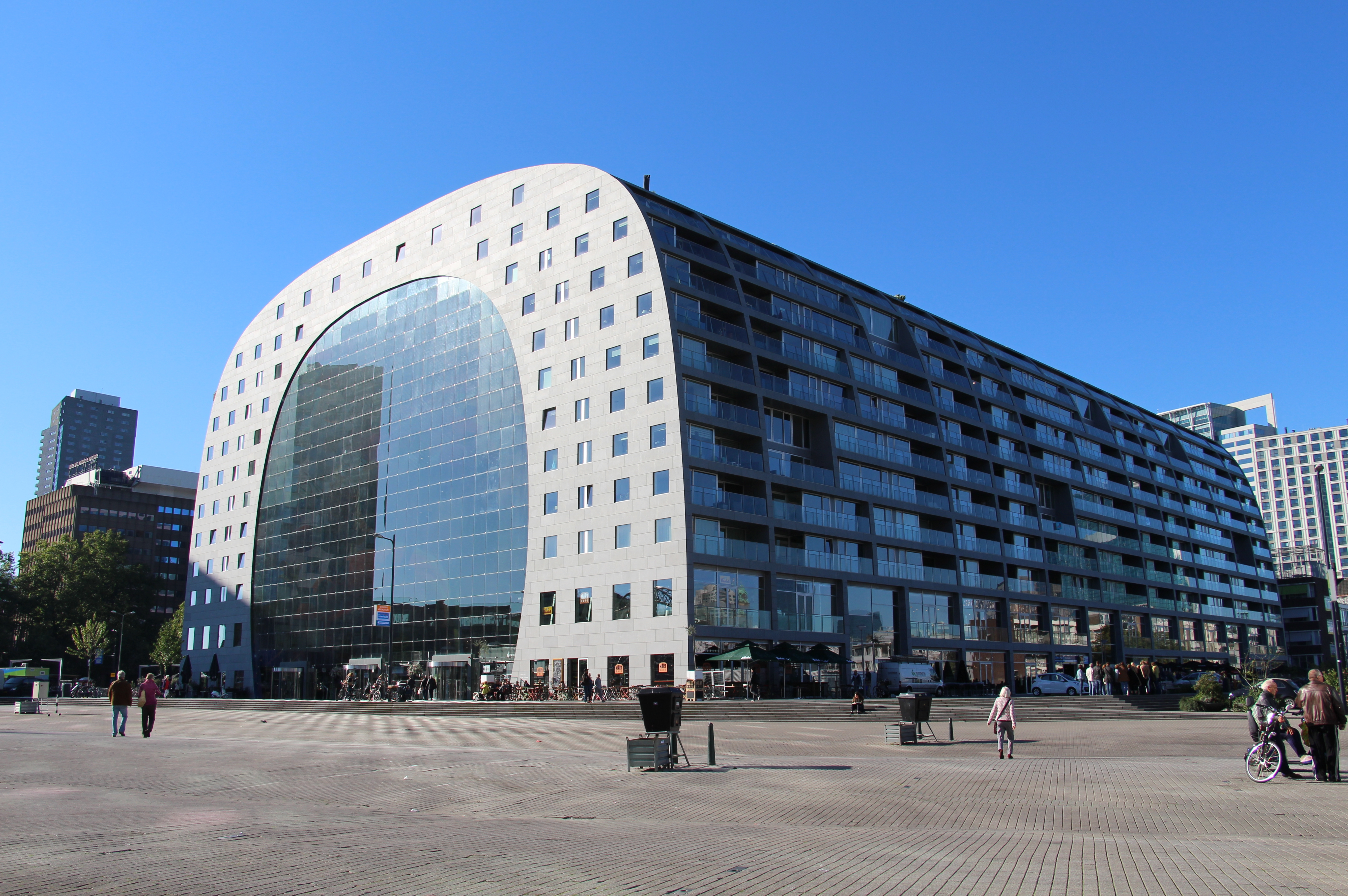
Markthal a Rotterdam

- Pushed Slab - Parigi, Francia (2014)
- Chungha Building - Seul, Corea del Sud (2013)
- Teletech Campus Dijon - Digione, Francia (2010-2012)
- T?F Tribune - TU Delft, Delft, Paesi Bassi (2008-2009)
- Balancing Barn - Thorington, Regno Unito (2007-2010)
- Anyang Peak - Anyang City, Corea del Sud (2005-2006)
- Gyre - Omotesandō, Tōkyō, Giappone (2005-2007)
- Cancer Centre - Amsterdam, Paesi Bassi (2005)
- Le Monolithe - Lione, Francia (2004-2010)
- Library Quarter - Spijkenisse, Paesi Bassi (2013)
- Glass Farm - Schijndel, Paesi Bassi (2008-2013)
- Leiria Bridges - Leiria, Portogallo (2003-2005)
- Book Mountain - Spijkenisse, Paesi Bassi (2003-2012)
- New Manor - regione del Vecht region, Paesi Bassi (2002-2004)
- Haus Am Hang - Stoccarda, Germania (2002-2005)
- Barcode House - Monaco di Baviera, Germania (2002-2005)
- Didden Village - Rotterdam, Paesi Bassi (2002-2006)
- Mirador - Sanchinarro, Madrid, Spagna (2001-2012)
- Edificio Celosía - Sanchinarro, Madrid, Spagna (2001-2009)
- Matsudai Center - Matsuda, Giappone (2000-2004)
- Gemini Residence - Islands Brygge, Copenaghen, Danimarca (2001-2005)
- UPV Munich - Monaco di Baviera, Germania (1999-2003)
- Westerdok - Amsterdam, Paesi Bassi (2002-2009)
- Parkrand - Geuzenveld, Amsterdam, Paesi Bassi (1999-2006)
- Lloyd Hotel - Amsterdam, Paesi Bassi (1999-2004)
- Tarra Tower - Almere, Paesi Bassi (1999-2002)
- Pyjama Garden - Veldhoven, Paesi Bassi (2001-2003)
- Studio Thonik - Amsterdam, Paesi Bassi (1998-2001)
- Flight Forum - Eindhoven, Paesi Bassi (1997-2005)
- Ypenburg - Ypenburg, L'Aia, Paesi Bassi (1998-2005)
- Watervillas - Ypenburg, L'Aia, Paesi Bassi (1999-2005)
- Hagen Island - Ypenburg, L'Aia, Paesi Bassi (2000-2003)
- Patio Island - Ypenburg, L'Aia, Paesi Bassi (2001-2005)
- Fabrications MACBA - Museo di Arte Contemporanea, Barcellona, Spagna (1998)
- De Effenaar - Eindhoven, Paesi Bassi (2002-2005)
- Padiglione olandese - Expo 2000 - Hannover, Germania (1997-2000)
- Calveen - Amersfoort, Paesi Bassi (1996-1999)
- Borneo 12 - Borneo-Sporenburg, Amsterdam, Paesi Bassi (1999)
- Borneo 18 - Borneo-Sporenburg, Amsterdam, Paesi Bassi (1999)
- Silodam - Amsterdam, Paesi Bassi (1995-2003)
- NTS Headquarters - Hilversum, Paesi Bassi (1994-1997)
- Arnhem - Arnhem, Paesi Bassi (1994-1996)
- Hoenderloo - Hoenderloo, Paesi Bassi (1994-1996)
- Otterlo - Arnhem, Paesi Bassi (1994-1996)
- Wozoco - Amsterdam, Paesi Bassi (1997)
- Villa VPRO - Hilversum, Paesi Bassi (1994-1997)
- Myst Light Fixture - (1996)
- Downtown One - Tirana, Albania (2022)